# Wielki Wierch (Połonina Borżawska)

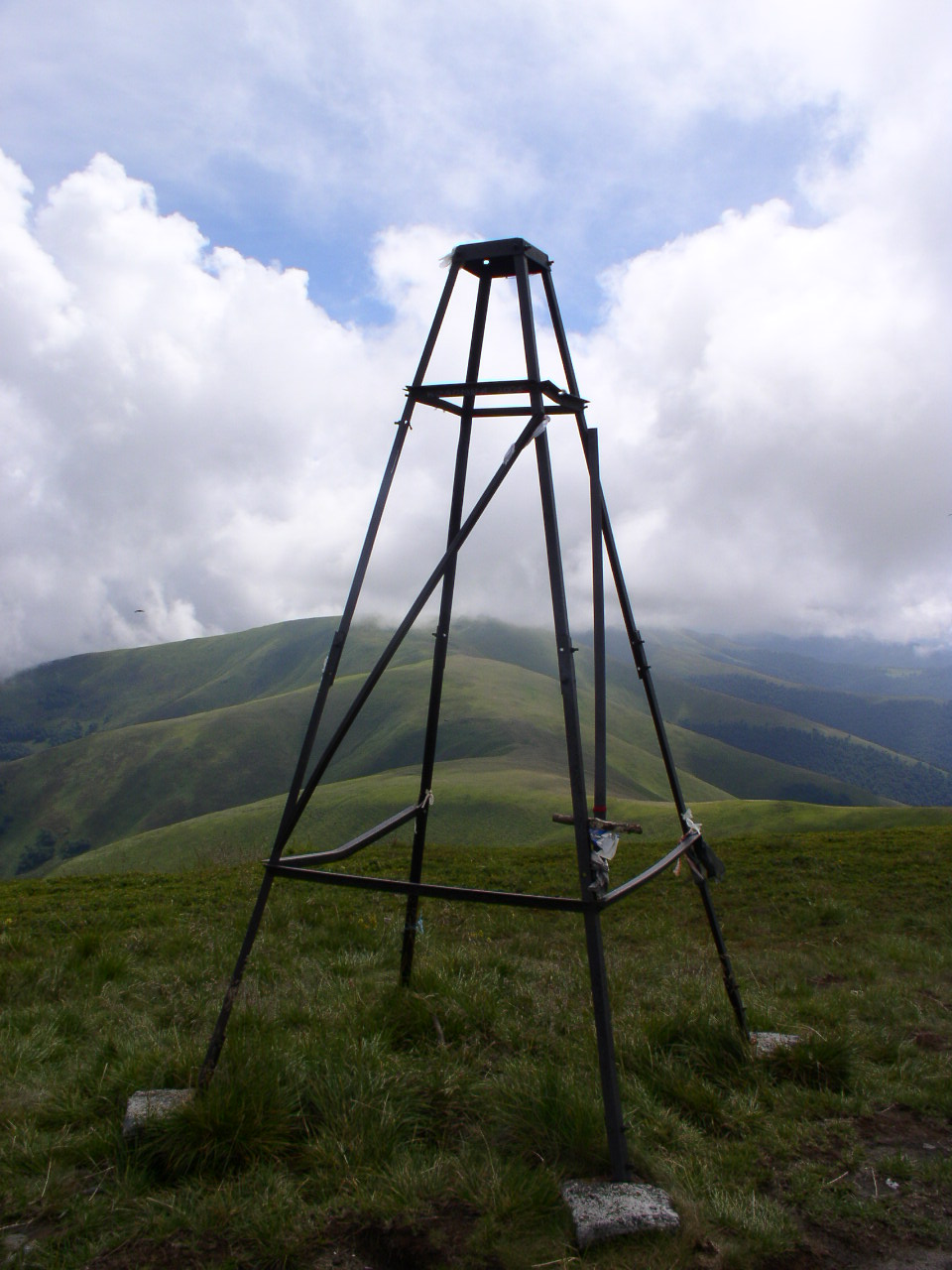
Punkt triangulacyjny na Wielkim Wierchu

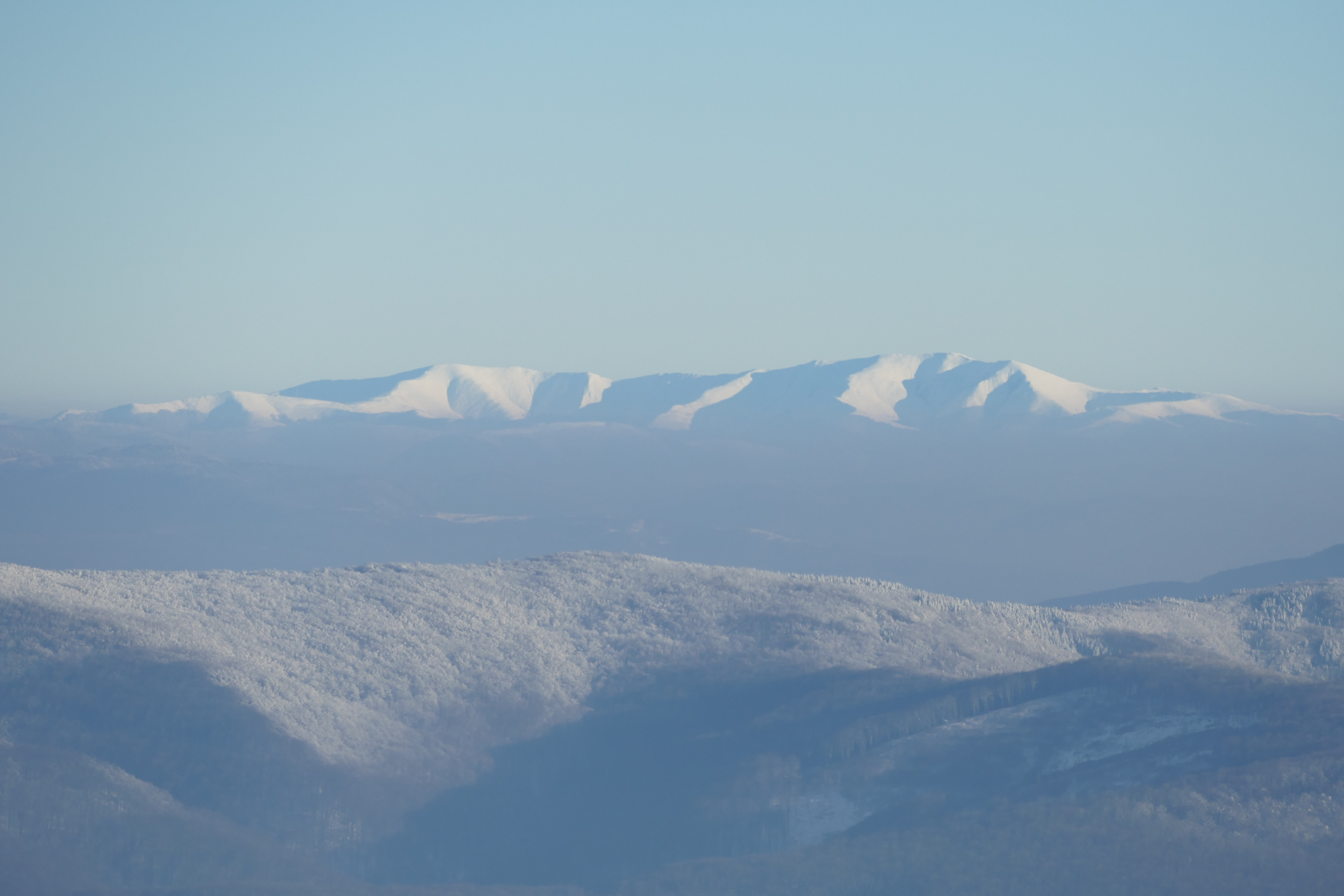
Widok na Borżawę z Wyhorlatu na Słowacji. Najwyższy, po prawej to Stoj, z lewej, nieco niższy widoczny Wielki Wierch

Wielki Wierch (ukr. Великий Верх, Wełykyj Werch) – szczyt na Ukrainie, położony w paśmie Połoniny Borżawskiej, 8 km na południe od miejscowości Wołowiec. Ze szczytu rozciąga widok na Karpaty Wschodnie.

## Topografia
Szczyt znajduje się w północnej części pasma Połoniny Borżawskiej, około 26 km na południowy wschód od Pikuja (1408 m n.p.m.) w Bieszczadach i 40 km na północny zachód od Negrowca (1709 m n.p.m.) w Gorganach. W bezpośrednim sąsiedztwie góry znajduje się Płaj (1331 m n.p.m.) na północnym zachodzie, za nim Temnatyk (1344 m n.p.m.), na północnym wschodzie grzbiet obniża się przez Riapecką (1210 m n.p.m.) do Przełęczy Wołowieckej (731 m n.p.m.), od strony południowej przez ponad 30 km ciągnie się długi grzbiet Borżawy, najbliżej znajduje się Hymba (1491 m n.p.m.), a za nią Magura Żydowska (1517 m n.p.m.), z kolei na południowy zachód grzbiet ciągnie się przez mało wybitne wzniesienia do Stoja (1681 m n.p.m.). Przewyższenie szczytu względem otaczających dolin sięga 1200 metrów. Na zachodnich zboczach, na wysokości 1200 m n.p.m. swoje źródło ma potok Osa i jego niewielki dopływ Kobza; Osa pokonuje 5 km na zachód do swojego ujścia w rzece Wyczy, przepływając ze źródła w dół ponad 800 metrów. Z północnych stoków wypływa potok Huklywczyk, na wschodzie Płoszanka, z kolei na południu swój bieg zaczyna Wielki Żwir, dopływ Borżawy.

## Przyroda
Wielki Wierch pokryty jest rozległą połoniną, poniżej 1100 m n.p.m. zarastają lasy. Górne partie szczytowe połoniny nie są chronione, natomiast od strony zachodniej, poniżej górnej granicy lasu znajduje się Rezerwat Potoku Osa.

## Turystyka
Na szczyt prowadzą dwa szlaki turystyczne:
- szlak czerwony ciągnie się z południa na północ przez pasmo Borżawy, można się nim dostać na szczyt z sąsiednich wyniesień pasma, ze szczytu Hymba od południowego wschodu lub z góry Płaj od północnego zachodu, można też dojść na czerwony szlak zielonym szlakiem ze wsi Pyłypeć
- niebieskim szlakiem można dostać się na szczyt ze Stoja lub z Przełęczy Wołowieckiej, na którą prowadzi droga

Na wschodnich stokach szczytu znajduje się wyciąg narciarski w Pyłypciu, a także dobrze rozwinięta infrastruktura noclegowa i hotelarska.